# Zadelknoop-bifurcatie

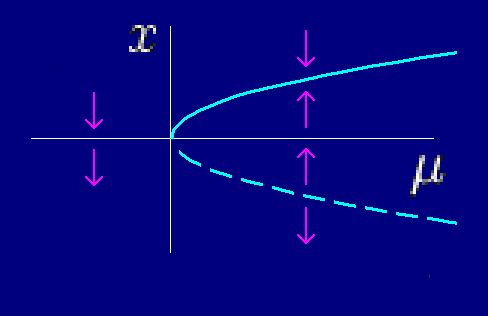
Zadel-knoop bifurcatie. Horizontaal: de parameterwaarde. Verticaal: De variabele. Lichtblauw: Stabiel (getrokken) en onstabiel (gestreept) evenwichtspunt. Paarse pijlen: richting waarin het systeem zich ontwikkelt.

De zadel-knoop bifurcatie is onderdeel van de bifurcatietheorie. Het beschrijft hoe in een systeem een stabiele stationaire oplossing ontstaat. In werkelijkheid ontstaan altijd twee stationaire oplossingen (evenwichtspunten) waarvan er één stabiel is.
Het gedrag van de zadel-knoop bifurcatie wordt beschreven met de normaalvorm:
{\displaystyle {\frac {dx}{dt}}=\mu -x^{2}}
Voor {\displaystyle \mu <0} heeft het systeem geen evenwichtspunten.

Voor {\displaystyle \mu =0} (het bifurcatiepunt) is er precies één evenwichtspunt.

Voor {\displaystyle \mu >0} zijn er twee evenwichtspunten:
- een stabiel punt voor {\displaystyle x={\sqrt {\mu }}}
- en een onstabiel punt voor {\displaystyle x=-{\sqrt {\mu }}}.

Het effect van deze bifurcatie is dus dat er "uit het niets" twee evenwichtspunten ontstaan. Eén stabiel, en één onstabiel.
Wanneer het systeem de bifurcatie in de omgekeerde volgorde verloopt annihileren de twee evenwichtspunten elkaar waarna beide zijn verdwenen.
Een voorbeeld van de zadel-knoop bifurcatie is een cilinder die afrolt van een helling met een hobbel. Wanneer de hobbel te klein is (of de helling te schuin) heeft dit systeem geen evenwichtspunt. Wanneer de hobbel hoog genoeg wordt krijgt het systeem twee evenwichtstoestanden: een stabiele toestand waarbij het rust tegen de hobbel en de helling, en een onstabiele toestand op de top van de hobbel.